# Ciuvîlîne, Solone
Ciuvîlîne (în ucraineană Чувилине) este un sat în așezarea urbană Solone din raionul Solone, regiunea Dnipropetrovsk, Ucraina.

## Demografie
Componența lingvistică a localității Ciuvîlîne
     Ucraineană (50%)
     Rusă (37,5%)
     Belarusă (12,5%)
Conform recensământului din 2001, majoritatea populației localității Ciuvîlîne era vorbitoare de ucraineană (50%), existând în minoritate și vorbitori de rusă (37,5%) și belarusă (12,5%).